# Argumento da ilusão
O argumento da ilusão é um argumento que defende a existência de dados dos sentidos, aquilo que percepcionamos não são as próprias coisas em si. Ao invés, são meramente dados que nos são apresentados na nossa experiência sensorial, os dados sensíveis. É um argumento crítico ao realismo directo. Os objectos externos são dados aos sentidos, pelo que se designam às vezes por dados sensíveis. Às vezes, as percepções sensoriais não apresentam as qualidades reais de um objecto externo. Neste caso diz-se que se tratam de alucinações e ilusões perceptivas.
Um exemplo que os filósofos costumam dar para sustentar este argumento é o do lápis mergulhado num copo de água, metade dentro e metade fora. E o que vemos é um lápis quebrado. Mas nós sabemos que isso não é verdade. Trata-se de uma ilusão. A aparência do lápis é tida como uma representação mental, que não nos diz nada das verdades do mundo. É um dado visual, aquilo de que estamos imediatamente conscientes na percepção sensorial do lápis.
O argumento da ilusão é frequentemente usado pelos cépticos a propósito do conhecimento do mundo externo. É especificamente concebido para derrubar a nossa confiança nos sentidos. O céptico tenta convencer-nos que os objectos imediatos da percepção são os dados dos sentidos e não os objectos propriamente ditos. Dados dos sentidos são objectos mentais do que é sensorialmente apresentado. O céptico argumenta que terão de haver dados dos sentidos, distintos do sujeito e das coisas, como intermediários. A melhor estratégia para lidar com os erros de percepção é apelar para os dados dos sentidos que fazem a mediação entre o sujeito e o mundo. Logo, temos de concordar que os dados dos sentidos fazem a mediação entre o sujeito e o mundo. Assim, os dados dos sentidos são aceites como uma espécie particular de entidades mentais intermediárias, seja qual for o seu estatuto metafísico. Então, se os dados dos sentidos, umas vezes são fiáveis e outras vezes enganadores, como podemos alguma vez saber distinguir o falso do verdadeiro?
Se este argumento for levado às últimas consequências, somos forçados a concluir que jamais percepcionamos a realidade tal como ela é. Nunca saberemos ao certo como será a realidade última das coisas. O argumento da ilusão leva-nos a concluir que faz parte da natureza da percepção não haver uma posição a partir da qual podemos saber se os nossos dados dos sentidos correspondem ao mundo ou não. No passado, este argumento foi usado para sustentar o fenomenalismo, na medida em que em momentos diferentes, ou perante observadores diferentes, a mesma coisa pode ter aspectos diferentes.